# Via Bibulca

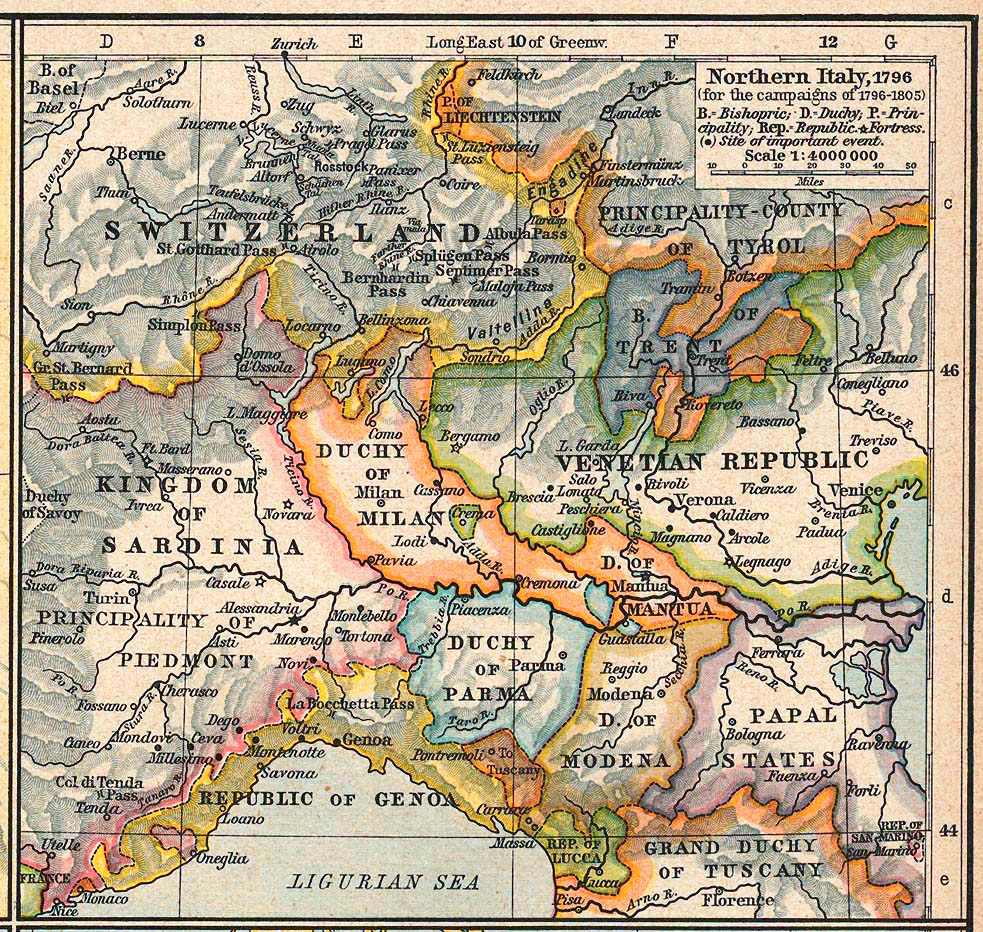
La pianura padana al tempo del Ducato d'Este

La Via Bibulca era un'antica strada romana rimasta in uso sino al XVIII secolo. Era parte integrante della Via Claudia Augusta

## Descrizione
La Via Bibulca collegava Modena a Lucca come parte di un itinerario molto più lungo: più precisamente iniziava dalla confluenza tra i torrenti Dragone e Dolo in località "La Piana" e finiva al paese di San Pellegrino in Alpe, situato sul crinale dell'appennino tosco-emiliano.
Era chiamata anche la Via Imperiale perché il pedaggio costava molto e poteva ospitare un carro trainato da due buoi, un lusso per l'epoca. Nel XVIII secolo cadde in disuso per via di un più fortunato percorso lungo il crinale appenninico.
Il "sentiero Matilde" presenta con la Via Bibulca un tratto in comune che confluisce dal Reggiano partendo da Canossa a conferma del suo uso in epoca altomedievale.
La sua lunghezza è di circa 30 chilometri e ha un dislivello di circa 1169 m. Al giorno d'oggi viene usata come sentiero per escursionisti amatoriali costeggiando
la strada provinciale 32MO con cui a tratti condivide il percorso. Il tempo di percorrenza è di 9 ore.

## Storia
L'antica Via fu in uso nel corso di tutta la storia dell'Impero Romano. All'epoca della Repubblica romana l'antica tribù dei Friniati, facente parte della popolazione dei Liguri mosse guerra ai romani per vent'anni, opponendosi alla conquista. Quando i romani, sconfitte le tribù liguri nel 175 a.C. (Tito Livio), riuscirono a stabilirsi nella zona, costruirono una fitta rete di strade e sentieri.
Il nome proviene dal latino bi-: due e bulca: buoi. Alcune fonti riportano tuttavia che almeno parte dei sentieri siano risalenti al periodo preromano. Gli etruschi infatti erano stanziati nella zona e praticavano il commercio con le popolazioni locali.
Le invasioni barbariche fecero perdere importanza a questa Via, così come a tutto il sistema viario romano; tuttavia nell'VIII secolo, con Liutprando, venne aperto il Passo delle Radici per collegare la montagna modenese ai possedimenti longobardi della Garfagnana.
In età carolingia era chiamata la via nova come risulta da un documento del IX secolo.
Il periodo più importante per questa antica Via iniziò con la fondazione dell'abbazia di Frassinoro (1071) da parte di Beatrice di Lotaringia, cosa che fece perdere importanza la Pieve di Rubbiano alla quale fino ad allora era spettata la riscossione dei pedaggi e la manutenzione della strada.
Il percorso fu spesso al centro di contese fra il Comune di Modena e l'abbazia di Frassinoro, al quale fu affidato nel 1164 da Federico I, per via di numerose scorribande che ebbero luogo nella Garfagnana. Lungo il percorso per San Pellegrino in Alpe furono poi costruiti due ospizi per i viaggiatori, quello di San Geminiano (di cui non rimane traccia) e quello di San Pellegrino. Nel 1522 Ludovico Ariosto, recandosi ad assumere il governo della Garfagnana, ebbe modo di sperimentare lo stato disastroso in cui giaceva la Via definendola «l'iniqua strada».
Nel XVIII secolo furono costruite altre vie transappenniniche come la Via Vandelli, che in parte calcava l'antico percorso della Via Bibulca ma nel tratto del crinale montano più impervio ne seguiva uno diverso, più agevole; verso la fine del secolo con la costruzione della Via Giardini, da parte degli Estensi, anche la Via Vandelli cadde definitivamente in disuso.

## La strada oggi
Oggi la Via Bibulca é un percorso escursionistico (numeri CAI n.592-593) di carattere storico e naturalistico. Per questo percorso sono state pubblicate guide e pubblicazioni storiche ed ambientali.
Pubblicazione sulla Via Bibulca
- Ferruccio Cosci - La Via Bibulca Superstrada del Medioevo - Edizioni Ager settembre 1989

Guide escursionistiche della Via Bibulca:
- Paolo Cervigni - La Via Vandelli e la Bibulca da Modena a Massa, i tre tracciati in auto e a piedi con cartine 1:25.000 - Il Sentiero Editore Carpi luglio 2018
- Luca Macchioni - La Via Bibulca da Modena a San Pellegrino in Alpe attraverso la Via del Secchia  - Edizioni Artestampa aprile 2023